# الخانكة (مسلسل)
الخانكة مسلسل مصري تدور أحداثه حول معلمة تربية رياضية تسمى «أميرة» كانت تعيش حياتها بشكلٍ عاديّ وبسيط وتعمل في إحدى المدارس الراقية في مصر، إلى أن تنقلب حياتها رأساً على عقب وتصبح حياتها جحيم بسبب تحرش طالب لديها في المدرسة. تتحول أميرة إلى الجاني بدلا من المجني عليه فيتمّ إدخالها إلى السجن ومن ثم مستشفى الامراض النفسية وتتوالى عندها الاحداث في قالبٍ درامي تشويقي قبل أن يتم الإفراج عنها.

## الشخصيات
- «أميرة» (غادة عبد الرازق)، مدرسة تربية رياضية تتمتع بالرشاقة والجمال مما يجعلها عّرضة لكثير من مضايقات التحرش في كل مكان تذهبه، وتمتلك دراجة نارية هي وسيلة تنقلها الدائمة حتى تحجب عنها ما يمكن أن تتعرض له من تحرش في وسائل المواصلات.
- سليم الخواجة (ماجد المصري)، رجل أعمال فاحش الثراء، تتكون أسرته من زوجة وابن مراهق يُدعى «عاصم»
- «تيا» (نجمة أراب كاستنج جيهان خليل)، فتاة ذات أصول فرنسية، تزوجها «سليم الخواجة» بسبب ثرائها، أم مستهترة كثيرة التدليل ل«عاصم» لدرجة أنها أهدته سيارة (بورش) فارهة.
- «عاصم» (محمد طارق)، مراهق طائش في المدرسة التي تعمل بها «أميرة».
- «مازن» (يوسف عثمان)، صديق سوء ل«عاصم»، حيث يساعده في محاولة الحصول على إعجاب «أميرة»، ويعلمه تعاطي المخدرات.
- «نادر» (فتحي عبد الوهاب)، محامي شاب على درجة من الكفاءة، استطاع بعد مماطلات من زوج «أميرة» «مدحت» أن يحصل لها على الطلاق منه، وهو صديق «أميرة» المقرب، ويقع في حبها تدريجيا.
- «رضوى» (إنتصار)، صديقة «أميرة» و«نادر» وحبيبته سابقا
- «مدحت» (بسام علي)، مدرس يعمل في نفس مدرسة «أميرة» وزوجها السابق ويخطب «انجي»
- «إنجي» (كارولين خليل)، مدرسة في نفس مدرسة «أميرة»، خطيبة «مدحت»
- «نور» (ميرهان حسين)، مذيعة مشهورة
- «سوسن» (نهال عنبر)، مديرة المدرسة التي تعمل بها «أميرة»
- «دينا» (حسناء سيف الدين)، صديقة «تيا» المقربة، وهي صديقة سوء تدعوih للتصرفات المنحرفة ورد الخيانة لزوجها
- «عادل» (أحمد الشامي)، صديق «دينا»، ويصبح حبيبا ل«تيا»
- «محمد» (خالد كمال)، شقيق «أميرة»، شاب ملتزم، كثيرا ما يعترض على تصرفاتها، ويرفض أن يعطيها حقها الشرعي في الميراث
- «هايدي» (نهى العمروسي)، امرأة تقابلها «أميرة» في الخانكة. تتسبب لها في بعض المشاكل، ومن ثم تنقذ أميرة من الموت فتصبح صديقتها
- أم أميرة (سميرة عبد العزيز)، والدة أميرة، تحبها حبا جما ولكنها تسببت في خلق عقدة نفسية لأميرة حيث أوقفت حلمها في السباحة لأنها رأت أنها قد أصبحت كبيرة على ارتداء ملابس السباحة. كان ذلك من منطلق الخوف عليها، ولكنه يتسبب في ضيق لأميرة.
- «مراد» (أحمد عبد الوارث)، محامي كبير، كان مدرس «نادر» في الجامعة، وأصبح «نادر» يعمل في مكتبه بعد التخرج، يعمل مراد كمستشار قانوني في شركة «سليم الخواجة»
- «عائشة» (مشيرة إسماعيل)، سيدة عجوز متدينة تصبح صديقة «أميرة» الأولى في الخانكة وتساندها
- «حسين» (إيهاب فهمي)، سكرتير ل«سليم الخواجة» يقوم بمساعدته في الأعمال الغير قانونية التي يقوم بها من أجل المال
- إخراج: محمد جمعة (مخرج) عمرو ميمي (مساعد مخرج)
- تأليف: محمود دسوقي (مؤلف)